# Мурат паша джамия
Мурат паша джамия (на македонска литературна норма: Мурат-пашина џамија) е мюсюлмански храм в Скопие, столицата на Република Македония.
Джамията е разположена в центъра на чаршията, веднага югоизточно от Чифте хамам. На входа на джамията има надпис на арабски, който казва, че храмъте изграден в 1802/1803 година, след като е изгоряла в големия пожар от 1689 година. Археологическите проучвания показват, че джамията е изградена върху по-стар храм. В архитектурата на джамията има барокови елементи. Минарето, което е отдясно на храма, е от по-стар период, съдейки по градежа.
В двора на джамията има шадраван от 1937 година. В гробищата има три стари надгробни паметника – от 1741, от 1790 и третият с нечетима дата.